# یوگینی پتروف (دوچرخه‌سوار)
یوگینی پتروف (اسپانیایی: Evgeni Petrov‎؛ زادهٔ ۲۵ مهٔ ۱۹۷۸) دوچرخه‌سوار اهل روسیه است.
از باشگاه‌هایی که در آن رکاب زده‌است می‌توان به تیم تینکوف، تیم دوچرخه‌سواری ماپی، تیم دوچرخه‌سواری ماپی، تیم موویستار، تیم دوچرخه‌سواری سائکو، تیم یوای‌ئی امارات، تیم کاتیوشا–آلپتسین، و تیم آستانه اشاره کرد.
وی در مسابقات کشوری و بین‌المللی در مجموع برندهٔ ۳ مدال طلا، ۱ مدال برنز شده‌است.